# Inexess Bleu
Inexess Bleu, född 21 maj 2018, är en fransk varmblodig travhäst som tränas av Laurent-Claude Abrivard och körs av Alexandre Abrivard.
Han började tävla 2021 och han har hittills sprungit in 364 930 euro på 33 starter, varav 10 segrar, 6 andraplatser och 2 tredjeplatser. Karriärens hittills största seger är tagen i Prix de Mirande (2023).
Han har även segrat i Prix de La Mayenne (2023), Prix de Chenonceaux (2023) och kommit på andraplats i Prix de Mansle (2021), Prix Pierre Van Troyen (2023) och Prix Michel-Marcel Gougeon (2024).

## Statistik
| Statistik för Inexess Bleu (Ref.) | Statistik för Inexess Bleu (Ref.) | Statistik för Inexess Bleu (Ref.) | Statistik för Inexess Bleu (Ref.) | Statistik för Inexess Bleu (Ref.) | Statistik för Inexess Bleu (Ref.) |
| --------------------------------- | --------------------------------- | --------------------------------- | --------------------------------- | --------------------------------- | --------------------------------- |
| Starter                           | Placeringar                       | Startprissumma                    | Segerprocent                      | Platsprocent                      | Rekord                            |
| 33                                | 10-6-2                            | 364 930 euro                      | 30 %                              | 55 %                              | 1.12,0ak,                         |

### Större segrar
| År   | Lopp                | Kusk               | Vinstbelopp | Grupp   |
| ---- | ------------------- | ------------------ | ----------- | ------- |
| 2023 | Prix de La Mayenne  | Alexandre Abrivard | 40 500 EUR  | Grupp 3 |
| 2023 | Prix de Mirande     | Alexandre Abrivard | 40 500 EUR  | Grupp 3 |
| 2023 | Prix de Chenonceaux | Alexandre Abrivard | 36 000 EUR  | Grupp 3 |